# Pallavolo agli XI Giochi del Mediterraneo
La pallavolo agli XI Giochi del Mediterraneo si è giocata durante l'XI edizione dei Giochi del Mediterraneo, che si è svolta ad Atene, in Grecia, nel 1991: in questa edizione si è svolto sia il torneo maschile che quello femminile e la vittoria finale alla nazionale di pallavolo maschile dell'Italia e alla nazionale di pallavolo femminile dell'Italia.